# 黑龙江省医院
黑龙江省医院 (英語：Heilongjiang Province Hospital)，是一所集医疗、科研、教学、预防、保健、康复为一体的大型综合三级甲等医院，位于中华人民共和国黑龙江省哈尔滨市香坊区中山路82号，占地面积5.53万平方米，建筑面积24.2万平方米，床位2442张，职工2732人。